# Baierbrunn
Baierbrunn è un comune tedesco del circondario di Monaco di Baviera di 2 888 abitanti, situato nel land della Baviera. Baierbrunn si trova tra Schäftlarn e Pullach a sud di Monaco di Baviera nell'Isarhochufer ed è collegata con la linea "S7" della S-Bahn di Monaco di Baviera  (servizio ferroviario suburbano o urbano o metropolitano).